# Batwoman
Batwoman este un serial de televiziune american cu super-eroi care a avut premiera la The CW pe 6 octombrie 2019.

## Distribuție
- Ruby Rose - Kate Kane / Batwoman (sezonul 1)
- Rachel Skarsten - Beth Kane / Alice
- Meagan Tandy - Sophie Moore
- Nicole Kang - Mary Hamilton
- Camrus Johnson - Luke Fox
- Elizabeth Anweis - Catherine Hamilton-Kane (sezonul 1)
- Dougray Scott - Jacob Kane
- Javicia Leslie - Ryan Wilder / Batwoman (sezonul 2-prezent)